# Laverstock
Laverstock – wieś i civil parish w Anglii, w hrabstwie Wiltshire. W 2011 roku civil parish liczyła 5472 mieszkańców. Laverstock jest wspomniana w Domesday Book (1086) jako Lauvrecestohes/Lavertestoche.